# Campanula rapunculoides
Campanule fausse raiponce
Pour les articles homonymes, voir Raiponce.
Espèce
Classification phylogénétique
La Campanule fausse raiponce (Campanula rapunculoides) est une plante herbacée vivace de la famille des Campanulacées. À ne pas confondre avec le genre Phyteuma (les Raiponces) qui comprend des espèces bien différentes, quoique relevant de la même famille des Campanulacées. A ne pas confondre non plus avec la campanule raiponce (Campanula rapunculus)

## Sous-espèces
- C. rapunculoides subsp. cordifolia
- C. rapunculoides subsp. rapunculoides

## Synonymes
- Campanula morifolia Salisb.
- Campanula rapunculiformis St.-Lag.
- Campanula rapunculoides var. ucranica (Besser) K.Koch
- Campanula rhomboidea Falk
- Campanula rigida Stokes
- Campanula ucranica Schult.
- Cenekia rapunculoides (L.) Opiz
- Drymocodon rapunculoides (L.) Fourr.